# Xenofrea apicalis
Xenofrea apicalis là một loài bọ cánh cứng trong họ Cerambycidae.